# 1895 în științifico-fantastic
- 1894 în științifico-fantastic — 1895 în științifico-fantastic — 1896 în științifico-fantastic

1895 în științifico-fantastic a implicat o serie de evenimente:

## Nașteri și decese

### Nașteri
- Hans Flesch-Brunningen (d. 1981)
- Felix Gasbarra (d. 1985)
- Louis Golding (d. 1958)
- Robert Graves (d. 1985)
- Werner Illing (d. 1979)
- Ernst Jünger (d. 1998)
- Norman L. Knight (d. 1972)
- Richard Koch (d. 1972)
- Wolfgang Marken (Pseudonimul lui Fritz Mardicke; d. 1966)
- Felix Oder (d. 1968)
- Nathan Schachner (d. 1955)
- George R. Stewart (d. 1980)
- Max Valier (d. 1930)

## Cărți

### Romane
- Insula cu elice de Jules Verne
- Germania triumphans! de Karl Kaerger
- The Crack of Doom de Robert Cromie

## Filme
| Titlu                    | Regizor        | Distribuție | Țara   | Sub-Gen /Note |
| ------------------------ | -------------- | ----------- | ------ | ------------- |
| La Charcuterie mécanique | Frații Lumière |             | Franța | Film scurt    |
|                          |                |             |        |               |

## Premii
Principalele premii nu s-au acordat în această perioadă.